# 劉芳 (皇后)
劉芳（?—?），十六国之前赵皇帝刘曜的第三任皇后。她是刘曜的第二任皇后的堂妹，光初九年（326年），她堂姐去世时，说自己叔父刘皑的女儿刘芳美丽而且正直，希望刘曜能立她为后。刘皇后死后，刘曜就立刘芳为皇后。之后史书不载刘芳之事，光初十二年（329年），前赵灭亡，刘芳在此时生死不详。